# Paul Orndorff
Paul Parlette Orndorff Jr. (Brandon (Florida), 29 oktober 1949 – Fayetteville (Georgia), 12 juli 2021) was een Amerikaans professioneel worstelaar die actief was in de World Wrestling Federation (WWF) en World Championship Wrestling (WCW). 
Na professioneel American football te hebben gespeeld, werd Orndorff na een opleiding, professioneel worstelaar. Hij stond bekend als een geharde man, die in het begin van zijn worstelloopbaan ook regelmatig kwam opdagen bij vechtpartijen voor geld, op straat, zoals in parkeergarages. Zijn fysiek was die van een bodybuilder, terwijl hij niet aan zulke wedstrijden meedeed.
Bij de WWE was Orndorff eerst bekend onder de 'populaire' worstelaars, zoals Hulk Hogan, met wie hij soms een tag-team vormde. In 1986 keerde hij zich tegen Hulk Hogan en trad hij toe tot de 'Heenan Family', een groep worstelaars met als manager Bobby Heenan, waarna hij behoorde tot het kamp met 'slechteriken' (heels). Eind jaren 90 kreeg Orndorff te veel blessures en werd hij minder actief, om enkele jaren later helemaal met worstelen te stoppen.
Orndorff leed in de laatste jaren van zijn leven aan dementie. Hij overleed op 71-jarige leeftijd.

## In worstelen
- Afwerking bewegingen
  - Spike piledriver
  - Armbar

- Kenmerkende bewegingen
  - Diving knee drop
  - Elbow drop
  - Forearm strike gevolgd door een clothesline
  - Sleeper hold

- Managers
  - Roddy Piper
  - Bobby Heenan
  - Oliver Humperdink
  - Masked Assassin

## Prestaties

### College football
- University of Tampa
  - Inducted into the University of Tampa Football Hall of Fame in 1986

### Professioneel worstelen
- American Wrestling Federation
  - AWF Heavyweight Championship (1 keer)

- Georgia Championship Wrestling
  - NWA National Heavyweight Championship (4 keer)

- Mid-Atlantic Championship Wrestling - World Championship Wrestling
  - NWA World Tag Team Championship (Mid-Atlantic version) (1 keer met Jimmy Snuka)
  - WCW World Tag Team Championship (2 keer met Paul Roma)
  - WCW World Television Championship (1 keer)

- NWA Mid-America - Continental Wrestling Association
  - AWA Southern Heavyweight Championship (1 keer)
  - NWA Southern Heavyweight Championship (1 keer)

- NWA Tri-State - Mid-South Wrestling Association
  - Mid-South North American Heavyweight Championship (1 keer)
  - NWA North American Heavyweight Championship (2 keer)

- National Wrestling League
  - NWL Tag Team Championship (1 keer met Brian Blair)

- Professional Wrestling Hall of Fame and Museum
  - (Class of 2009)

- Pro Wrestling Illustrated
  - PWI Feud of the Year (1986) - vs. Hulk Hogan
  - PWI Match of the Year (1985) - met Roddy Piper vs. Hulk Hogan en Mr. T in WrestleMania 1
  - PWI Most Hated Wrestler of the Year (1986)

- Southeastern Championship Wrestling
  - NWA Southeastern Tag Team Championship (2 keer; 1x met Dick Slater en 1x met Norvell Austin)

- Universal Wrestling Federation
  - UWF Southern States Championship (1 keer)

- World Wrestling Entertainment
  - WWE Hall of Fame (Class of 2005)

- Wrestling Observer Newsletter awards
  - Feud of the Year in 1986 - vs. Hulk Hogan